# 야완

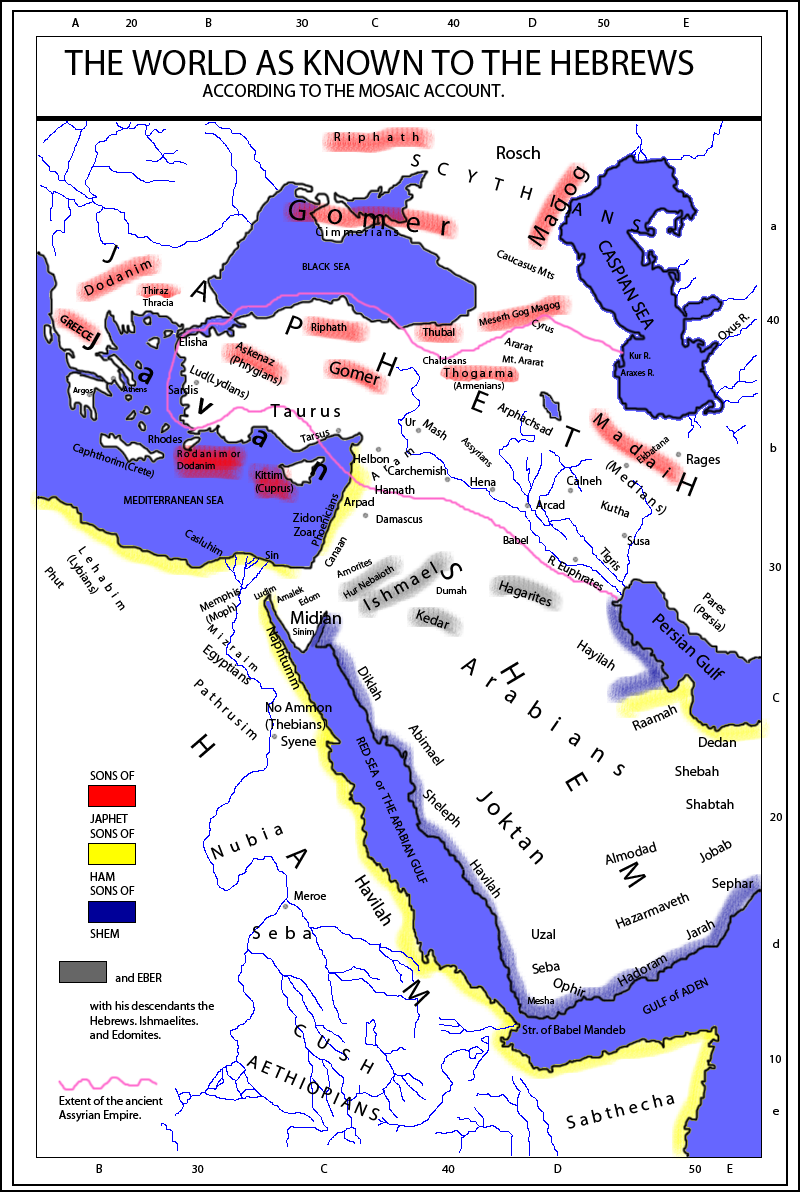
히브리인들에게 알려진 세계

야완(Javan, 히브리어: יָוָן Yāwān)은 히브리어 성경의 "노아의 세대"(창세기 10장)에 따르면 노아의 아들 야벳의 넷째 아들이다. 플라비우스 요세푸스는 이 인물이 그리스인의 조상이라고 언급한다.
또한 그리스 또는 그리스인을 지칭하는 일반적인 히브리어 이름으로 사용되는 יָוָן Yavan 또는 Yāwān은 오랫동안 동방 그리스인인 이오니아인(그리스어 Ἴωνες Iōnes, 호메로스 그리스어 Ἰάονες Iáones; 미케네 그리스어 *Ιαϝονες Iawones)의 이름과 동족어라고 여겨져 왔다. 모든 토라 두루마리가 엄격하게 구두점이 없는 상태로 유지되는 것을 감안할 때, יון이라는 단어를 읽으면 Yon이 될 수 있다. 이는 문자 바브가 자음("w"로 읽음) 또는 모음("o" 또는 "ʊ"로 읽음)으로 똑같이 기능할 수 있기 때문이다. 고대 그리스인들에게 동지중해, 근동 및 그 너머에서는 산스크리트어와 프라크리트어의 야바나와 같은 동족어가 적용되었다.
그리스 신화에서 이오니아인의 이름 조상은 유사하게 아폴론의 아들인 이온이라고 불린다. 야완이 그리스 이온과 동의어이며 따라서 이오니아인의 아버지라는 견해는 근세의 많은 작가들, 예를 들어 월터 롤리, 새뮤얼 보차르트, 존 밀, 조너선 에드워즈 등이 공유했으며, 오늘날에도 자주 접할 수 있다.
야완은 또한 다니엘서 8:21-22와 11:2의 묵시 문학에서도 발견되는데, 야완의 왕에 대한 내용은 가장 일반적으로 알렉산드로스 대왕을 지칭하는 것으로 해석된다.
야완은 일반적으로 고대 그리스인과 그리스와 관련되어 있지만(참조: 창 10:2, 단 8:21, 슥 9:13 등), 그의 아들들(창세기 10장에 나열된 대로)은 보통 북동 지중해와 아나톨리아 지역과 관련되어 왔다: 엘리사 (마그나 그라이키아), 다시스 (킬리키아의 타르수스이나 1646년 이후 종종 스페인의 타르테수스와 동일시됨), 깃딤(현대 키프로스), 그리고 도다님(대신 역대기상 1:7의 '로다님', 현대 튀르키예 서쪽, 키프로스와 그리스 본토 사이의 로도스섬)이다.